# Ykspetäjä (ö i Lappland)
Ykspetäjä är en ö i Finland. Den ligger i sjön Vuontisjärvi och i kommunen Enare i den ekonomiska regionen Norra Lappland och landskapet Lappland, i den norra delen av landet, 1 000 km norr om huvudstaden Helsingfors. Öns storlek är mycket blygsam, något tiotal meter.

## Klimat
Trakten ingår i den boreala klimatzonen. Årsmedeltemperaturen i trakten är −4 °C. Den varmaste månaden är juli, då medeltemperaturen är 13 °C, och den kallaste är januari, med −18 °C.